# Palfuria hirsuta
Palfuria hirsuta là một loài nhện trong họ Zodariidae.
Loài này thuộc chi Palfuria. Palfuria hirsuta được Szüts & Rudy Jocqué miêu tả năm 2001.